# Acidaliodes enona
Acidaliodes enona là một loài bướm đêm trong họ Noctuidae.